# Pontederia
Genre
Classification phylogénétique
Pontederia est un genre de plantes herbacées aquatiques ou semi-aquatiques de la famille des Pontederiaceae.

## Liste d'espèces
- Pontederia africana (Solms) M.Pell. & CNHorn
- Pontederia australasica (Ridl.) M.Pell. & CNHorn
- Pontederia azurea Sw.
- Pontederia brevipetiolata (Verdc.) M.Pell. & CNHorn

- Pontederia cordata L. - Pontédérie à feuilles en cœur
- Pontederia crassipes Mart.
- Pontederia cyanea (F.Muell.) M.Pell. & CNHorn
- Pontederia diversifolia (Vahl) M.Pell. & CNHorn
- Pontederia elata (Ridl.) M.Pell. & CNHorn
- Pontederia hastata L.
- Pontederia heterosperma (Alexandre) M.Pell. & CNHorn
- Pontederia korsakowii (Regel & Maack) M.Pell. & CNHorn
- Pontederia meyeri (AGSchulz) M.Pell. & CNHorn
- Pontederia natans P. Beauv.
- Pontederia paniculata Spreng.
- Pontederia paradoxa Mart. ex Schult. & Schult.f.
- Pontederia parviflora Alexandre
- Pontederia plantaginea Roxb.
- Pontederia rotundifolia L.f.
- Pontederia sagittata C.Presl
- Pontederia subovata (Seub.) Lowden
- Pontederia triflora (Seub.) G.Agostini, D.Velázquez & J.Velásquez
- Pontederia vaginalis Burm.f.
- Pontederia valida (GXWang & Nagam.) M.Pell. & CNHorn